# Мариано Гуадалупе Валехо
Мариано Гуадалупе Валехо (на испански: Mariano Guadalupe Vallejo) е калифорнийски военачалник, генерал, политик и фермер. Участник в Мексиканско-американската война.
През 1850 година е избран за член на Сената на САЩ.
В негова чест е кръстен град Валехо, Калифорния, САЩ.